# 켄워스 T660
켄워스 T660(영어: Kenworth T660)은 미국의 켄워스 사가 생산하는 대형 트럭이다. 2007년에 켄워스 T600 모델의 후속으로 출시된 트럭으로 켄워스 W900 차종을 베이스로 생산되었다.

## 특징 및 옵션
- 최대 600 마력의 디젤 엔진
- 시아 확보를 위해 후드를 적용
- 향상된 연비 및 공기 역학 디자인
- 앞 차축의 경우 12,000 ~ 14,600 파운드 등급을 적용
- 엑셀 세트 적용

## 옵션
- 스튜디오 에어로캡 슬리퍼 (86인치)
- 에어로캡 에어로다인 (62인치, 72인치)
- 에어로캡 피아트탑 (38인치, 62인치, 72인치)
- 모듈러 피아트탑 (42인치)